# Lappeenranta
Lappeenranta (švedsko Villmanstrand) je mesto v jugovzhodni Finski, upravno središče pokrajine Južne Karelije. Leži na bregu jezera Saimaa in je oddaljeno okrog 30 kilometrov od meje z Rusijo.